# Strojna fakulteta v Sarajevu
Strojna fakulteta (izvirno bosansko  Mašinski fakultet u Sarajevu), s sedežem v Sarajevu, je fakulteta, ki je članica Univerze v Sarajevu.